# Калвер, Джон
Джон Честер Калвер (англ. John Chester Culver; 8 августа 1932, Рочестер, Миннесота — 26 декабря 2018, Вашингтон) — американский политик-демократ, писатель и юрист. Член Палаты представителей с 1965 по 1975 год, сенатор США от штата Айова с 1975 по 1981 год.
Калвер родился в городе Рочестер, штат Миннесота. В детстве он со своей семьёй переехал в Сидар-Рапидс, Айова.
Окончил Гарвардский университет и Гарвардскую школу права. Он служил капитаном в Корпусе морской пехоты США с 1955 по 1958 год. Калвер проходил обучение в Эммануэль-колледже Кембриджского университета
Калвер начал заниматься юриспруденцией в Сидар-Рапидсе в 1963 году.
В 2000 году Калвер стал соавтором American Dreamer (рус. Американский мечтатель), первой всеобъемлющей биографии Генри Уоллеса.
До 31 января 2011 года Калвер был временным директором Института политики в Школе управления им. Джона Ф. Кеннеди Гарвардского университета.
Отец губернатора Айовы с 2007 по 2011 год Чета Калвера.